# Chrysocoma puberula
Chrysocoma puberula là một loài thực vật có hoa trong họ Cúc. Loài này được Schltr. ex Merxm. mô tả khoa học đầu tiên năm 1967.